# Municipio de Lakin (condado de Kearny)
El municipio de Lakin (en inglés: Lakin Township) es un municipio ubicado en el condado de Kearny en el estado estadounidense de Kansas. En el año 2010 tenía una población de 2451 habitantes y una densidad poblacional de 14,94 personas por km².

## Geografía
El municipio de Lakin se encuentra ubicado en las coordenadas 37°59′47″N 101°16′17″O / 37.99639, -101.27139. Según la Oficina del Censo de los Estados Unidos, el municipio tiene una superficie total de 164.02 km², de la cual 163,97 km² corresponden a tierra firme y (0,03 %) 0,06 km² es agua.

## Demografía
Según el censo de 2010, había 2451 personas residiendo en el municipio de Lakin. La densidad de población era de 14,94 hab./km². De los 2451 habitantes, el municipio de Lakin estaba compuesto por el 87,64 % blancos, el 0,49 % eran afroamericanos, el 1,1 % eran amerindios, el 8,61 % eran de otras razas y el 2,16 % eran de una mezcla de razas. Del total de la población el 26,97 % eran hispanos o latinos de cualquier raza.